# Mara Roldan
Mara Roldan, née le 7 avril 2004 à Whitehorse, est une coureuse cycliste professionnelle canadienne.

## Biographie
Mara Roldan découvre le VTT à 13 ans et se lance dans le cyclisme sur route en 2019. Chez les juniors (moins de 19 ans), elle remporte plusieurs courses internationales de VTT cross-country. À l'été 2023, à 19 ans, elle est prise comme stagiaire par la formation américaine Cynisca Cycling et elle décide alors de se concentrer sur le cyclisme sur route. Son contrat est transformé en contrat permanent pour la saison suivante, faisant d'elle la première coureuse du Yukon à obtenir un contrat professionnel.
En avril 2024, elle gagne deux étapes de la Redlands Bicycle Classic, une course inscrite au calendrier national américain. En juin, elle gagne les deux titres mis en jeu aux championnats du Canada sur route espoirs (moins de 23 ans). Le 4 juillet, elle décroche sa première victoire internationale lors de la deuxième étape du Tour du Portugal. Elle s'empare du maillot de leader du général, mais le perd dès le lendemain. Grâce à ses bons résultats, elle représente son pays lors des championnats du monde 2024 à Zurich. Elle signe ensuite un contrat pour trois saisons avec l'équipe World Tour Picnic PostNL,. 
Elle commence sa saison 2025 par sa première course du niveau UCI World Tour, le Tour Down Under. Handicapée par la chaleur australienne, elle s'effondre après la ligne d'arrivée de la 1re étape, et ne prend pas le départ le lendemain. Au printemps 2025, elle se classe pour la première fois parmi les dix premières d'une grande classique lors de l'Amstel Gold Race. En juin, elle remporte une étape du Tour de Grande-Bretagne grâce à une attaque en solitaire à 14 kilomètres de l'arrivée. Il s'agit de sa première victoire en World Tour. Le lendemain, elle se fracture le fémur lors d'une chute.

## Palmarès sur route

### Par années
- 2024
  -  Championne du Canada sur route espoirs
  -  Championne du Canada du contre-la-montre espoirs
  - 1re et 5e étapes de la Redlands Bicycle Classic
  - 2e étape du Tour du Portugal
  - 3e du championnat du Canada sur route
  - 3e de la Redlands Bicycle Classic
- 2025
  - 2e étape du Tour de Grande-Bretagne
  - 10e de l'Amstel Gold Race

### Résultats sur les grands tours

#### Tour d'Espagne
1 participation : 
- 2025 : 25e

### Classements mondiaux
| Année                                 | 2024 |
| ------------------------------------- | ---- |
| Classement UCI                        | 267e |
|                                       |      |
| Légende : nc = non classéSource : UCI |      |